# زایشگاه بهمن
زایشگاه بهمن مربوط به دوره پهلوی است و در یزد، خیابان آیت‌الله کاشانی واقع شده و این اثر در تاریخ ۱۵ آذر ۱۳۷۸ با شمارهٔ ثبت ۲۵۳۴ به‌عنوان یکی از آثار ملی ایران به ثبت رسیده است.